# Campellolebias dorsimaculatus
Campellolebias dorsimaculatus är en fiskart som beskrevs av Costa, Lacerda och Brasil, 1989. Campellolebias dorsimaculatus ingår i släktet Campellolebias och familjen Rivulidae. Inga underarter finns listade.